# زنبور درودگر طاووسی
زنبور درودگر طاووسی (نام علمی: Xylocopa bombylans) نام یک گونه از سرده زنبور درودگر است.